# Kirk Kerkorian
Kerkor Kerkorian detto Kirk Kerkorian (Fresno, 6 giugno 1917 – Los Angeles, 15 giugno 2015) è stato un aviatore e imprenditore statunitense di origine armena, proprietario e amministratore delegato della Tracinda Corporation.
Kirk Kerkorian fu considerato da molti uno degli ultimi esemplari del sogno americano, questo per via della storia della sua vita che lo vide partire da una realtà di figlio di poveri immigrati, costretto a lavorare duramente, per poi scalare i gradini della società e arricchirsi fino a diventare uno degli uomini più ricchi del mondo.

## Biografia

### Giovinezza
Kerkorian, figlio di immigrati armeni, non portò a termine gli studi per iniziare una carriera di pugile con il nome Rifle Right Kerkorian; non raggiunse mai alti livelli nella sua carriera pugilistica, combattendo sempre in ambienti poco importanti e per borse di denaro esigue, nonostante questo conquistò anche un titolo, il Pacific amateur welterweight champion. Nel 1939 incontrò Ted O'Flaherty con cui lavorò installando caldaie, in seguito partecipò alla seconda guerra mondiale.

### Aviazione

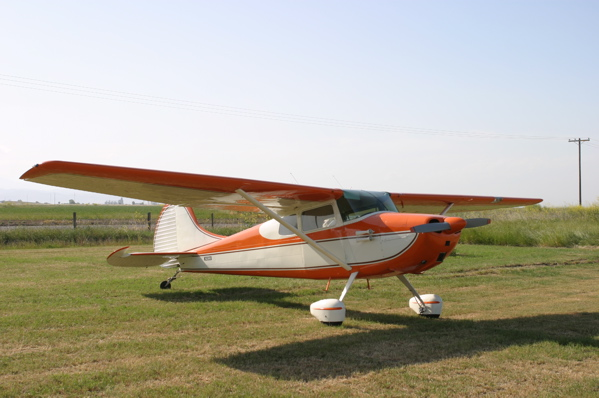
Un Cessna

Scoppiata la seconda guerra mondiale, non volle arruolarsi nell'esercito di fanteria e per questo prese lezioni di volo nel deserto del Mojave, prendendo il brevetto e servendo nell'esercito come pilota di aerei. Durante questo periodo conobbe grande fama negli ambienti militari grazie all'idea di volare dagli USA alla Scozia passando direttamente per l'Islanda e saltando le soste in Canada, questo perché il viaggio copriva più di 2.000 miglia di distanza mentre gli aerei trasportatori avevano un'autonomia che arrivava massimo a 1.400. Con questo sistema i piloti potevano evitare la sosta; questa via era indubbiamente più pericolosa (e tanti ebbero incidenti), ma Kerkorian l'affrontò molte volte portandola sempre a termine. In questo periodo Kerkorian iniziò a costruire la sua fortuna poiché veniva pagato 1.000 dollari a volo, e negli anni della guerra volò numerose volte, girando quattro continenti.
Grazie alla sua invenzione, Kerkorian e il suo comandante riuscirono ad abbassare diverse volte il record mondiale di trasvolata oceanica sul loro modello di aereo. Finita la guerra entrò nel mondo dell'aviazione civile, prima come pilota comprando un Cessna per 5.000 dollari e occupandosi di trasporti charter, poi - dando la prima dimostrazione del suo naturale talento per gli affari - comprando la compagnia Trans International Airlines per 60.000 dollari nel 1947. La compagnia si occupava di piccoli voli a noleggio, principalmente da Los Angeles a Las Vegas. Kerkorian fiutò il business nel flusso di ricche personalità del mondo della finanza e dello spettacolo che viaggiavano regolarmente sui suoi aerei per andare a giocare d'azzardo. Nel 1968, al culmine della sua attività di aerotrasportatore, vendette la compagnia aerea alla Trans-America Corporation per 104 milioni di dollari.

### Las Vegas

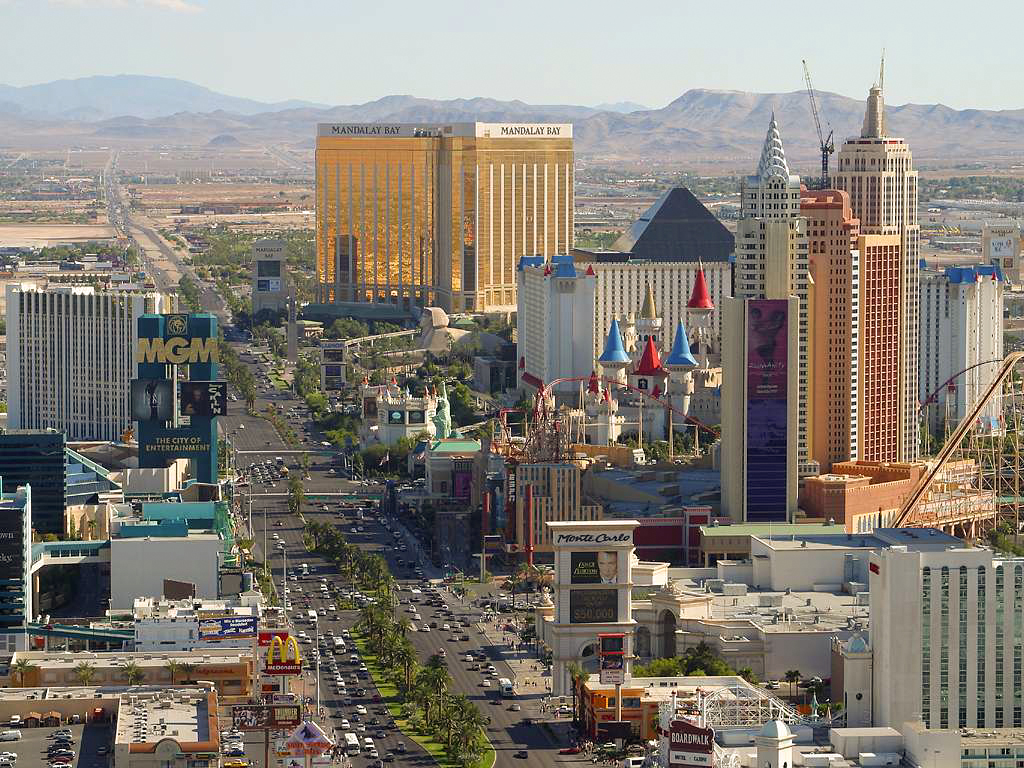
Sulla Las Vegas Strip quasi tutte le strutture della via sono di proprietà di Kerkorian

Nel 1962 comprò 80 acri di terreno a Las Vegas per 960.000$, lungo quella che sarebbe diventata la famosa via Las Vegas Strip. Il terreno era edificabile ma non vi sorgeva nessuna struttura importante. Quel terreno venne affittato da Jay Sarno, che vi fece costruire il famoso Caesars Palace. Nel 1968 Sarno decise di acquistare il terreno e lo pagò a Kerkorian ben 9 milioni di dollari, con un guadagno netto di oltre 8 milioni solo per la vendita oltre ai sei anni di affitto. Nel 1967 Kerkorian comprò il famoso resort Flamingo e altri 82 acri di terreno, sui quali cominciò a costruire insieme all'architetto Martin Stern Jr l'International Hotel, che aprì i battenti nel 1969; all'epoca l'International Hotel era il più grande albergo del mondo, e in questo hotel si esibirono artisti come Elvis Presley e Barbra Streisand. In particolare il primo si esibì ininterrottamente qui per un mese attirando più di 4.000 clienti dell'albergo. Nel 1970 rivendette entrambi gli alberghi a caro prezzo alla Hilton Hotels Corporation, che li ribattezzò Flamingo Hilton e Las Vegas Hilton, guadagnando attraverso le transazioni una considerevole somma.
Nel 1973 entrò nell'azionariato della MGM e ne sfruttò il marchio alcuni anni dopo per aprire il nuovo hotel più grande del mondo (superando il suo precedente record dell'International Hotel), ovvero l'MGM Grand, che sfortunatamente verrà semidistrutto in un incendio il 21 novembre 1980 e in seguito ricostruito e venduto ad una compagnia rivale che lo modificherà cambiandogli nome. Con i proventi della vendita Kerkorian costruì un altro hotel, a cui diede nuovamente il nome di MGM Grand.
Alla fine degli anni ottanta e nei primi anni novanta costruì altri resort a Las Vegas e in giro per il mondo. Alla fine degli anni novanta in seguito alla fusione tra MGM Grand, Inc. e la Mirage Resorts Inc. di Steve Wynn prese vita la MGM Mirage, di cui è stato fino alla morte il principale azionista; questa società possiede numerosi hotel-casinò in tutto il mondo ed in seguito all'acquisizione della Mandalay Resort Group è diventata proprietaria di quasi tutte le strutture della Las Vegas Strip. Kerkorian tramite la sua Tracinda Corporation ne ha posseduto fino al 55%, riducendo successivamente la propria quota al 39%.

### MGM
Nel 1969, Kerkorian nominò James T. Aubrey, Jr. presidente della MGM e lo appoggiò nella vendita di parte del patrimonio della società (comprese le scenografie e gli oggetti di alcuni film particolarmente famosi come le scarpette di Dorothy del film Il mago di Oz). Kerkorian vendette il sistema di distribuzione della MGM nel 1973 per finanziare la costruzione di alcuni alberghi a tema, riducendo le produzioni dello studio cinematografico e televisivo, nel 1981 decise di far riprendere quota a questo settore acquistando la United Artist.
Nel 1986 vendette gli studios a Ted Turner che li mantenne solo per 74 giorni a causa del debito che gravava su di essi, rivendendo in seguito il marchio a Kerkorian e gli stabilimenti ad una cordata di imprenditori.
Questi stabilimenti passarono nelle mani di diversi proprietari (tra cui l'italiano Giancarlo Parretti) prima di essere riacquistati da Kerkorian nel 1996.
Nel 2005 Kerkorian rivendette parte della MGM ad un consorzio guidato dalla Sony.
La sua gestione della MGM fu sempre stata oggetto di critiche e discussioni, non sono poche infatti le persone che lo accusarono di aver agito come un corporate raider smembrando e riassemblando più volte l'azienda e i suoi possedimenti per aumentare il proprio patrimonio personale.

### General Motors
Kerkorian possedette anche importanti quote della General Motors, arrivando fino ad una punta del 9,9% del totale. Il miliardario fece più volte capire di volersene disfare, cercando inizialmente accordi con la Renault; ovviamente queste voci fecero preoccupare notevolmente tutti i vertici gerarchici dell'azienda automobilistica. Il 22 novembre 2006 vendette 14 milioni di azioni della GM, riducendo la sua quota al 7,4% del totale. Kerkorian progettò di vendere altre 14 milioni di azioni riducendo la sua quota al 5%, e in seguito vendendo anche le rimanenti.

### Daimler-Chrysler
Il 5 aprile 2007, a poche settimane dal 90º compleanno, Kirk Kerkorian fece un'offerta da 4,58 miliardi di USD per acquistare parte del Chrysler Group, la divisione statunitense della azienda automobilistica Daimler-Chrysler. Questa offerta - sebbene inaspettata - non sorprese molti, poiché Kerkorian era da molti anni coinvolto nel settore automobilistico tramite partecipazioni nella General Motors. L'offerta di Kerkorian tuttavia non fu accettata, e il 14 maggio 2007 l'80% del Chrysler Group fu venduto alla Cerberus Capital Management per 7,4 miliardi.

## Patrimonio
Secondo la rivista statunitense Forbes nel 2007 il suo patrimonio raggiunse quota 15 miliardi di dollari americani (nel 2006 era 8,7 miliardi), rendendolo quell'anno il 31º uomo più ricco del mondo (ad ex aequo con Steven Ballmer), il quattordicesimo uomo più ricco degli USA (sempre alla pari con Ballmer) e il secondo gestore di casinò più ricco del mondo (dietro Adelson).
Kerkorian tramite la Tracinda Corporation possedeva quote di importanti società. La più importante era la MGM Mirage, una delle più importanti catene di Hotel-Casinò del mondo; infatti Kerkorian era considerato (insieme a Sheldon Adelson) il re di Las Vegas e il padre dei cosiddetti megaresort in collaborazione con l'architetto Martin Stern Jr..

## Famiglia
Kerkorian si sposò tre volte, la prima con Hilda Schmidt dal 1942 al 1951, si sposò a 25 anni in piena guerra e l'unione non durò molto, da questo matrimonio non nacquero figli. Per il divorzio la moglie ottenne la casa coniugale a Inglewood, una automobile Ford vecchia di due anni e 50.000 dollari in contanti. In seguito al divorzio sposò Jean Maree Hardy nel 1954, che conobbe nell'hotel-casinò Thunderbird di Las Vegas in cui lei lavorava come ballerina; da questo secondo matrimonio nacquero le due figlie Tracy e Linda (adottiva); la loro unione finì con il divorzio nel 1983 e la seconda moglie ottenne 200 milioni di dollari.
Il terzo matrimonio avvenne nel 1998. L'allora ottantunenne Kerkorian prese in moglie Lisa Bonder, una tennista professionista; fu molto breve e caratterizzato da molti trascorsi giudiziari. La coppia infatti ebbe una figlia, ma il test del DNA rivelò che questa è in realtà di Steve Bing, confermando i sospetti di Kerkorian che da tempo ipotizzava una relazione tra i due. La verità emerse mentre Kirk e la moglie stavano affrontando le pratiche per il divorzio, e questo consentì al miliardario di ottenere condizioni più favorevoli per la separazione. Il divorzio avvenne nel 1999, dopo circa un anno di matrimonio e una battaglia legale combattuta a colpi di intercettazioni telefoniche, pedinamenti e contratti prematrimoniali..
Kerkorian era legato alle figlie Tracy e Linda a tal punto che ha chiamato la sua holding con un nome (Tracinda) ottenuto contraendo e fondendo i loro due nomi. Anche la sua fondazione di beneficenza era chiamata Lincy, seguendo lo stesso metodo.

## Beneficenza
In tutta la sua vita donò circa 180 milioni di dollari in beneficenza attraverso la Lincy Foundation, e tutte queste donazioni furono fatte con l'unica condizione di non dedicare nulla in suo onore.